# Kąty Wrocławskie (stacja kolejowa)
Kąty Wrocławskie – stacja kolejowa w Kątach Wrocławskich, w województwie dolnośląskim, w Polsce. Według klasyfikacji PKP ma kategorię dworca aglomeracyjnego.

## Ruch pasażerski
| Rok  | Wymiana pasażerska na dobę |
| ---- | -------------------------- |
| 2017 | 700-999                    |
| 2022 | 1 900                      |

## Połączenia
- Jaworzyna Śląska
- Jelenia Góra
- Ostrów Wielkopolski
- Poznań Główny
- Przemyśl Główny
- Szklarska Poręba Górna
- Wałbrzych Główny
- Warszawa Wschodnia
- Wrocław Główny

## Galeria

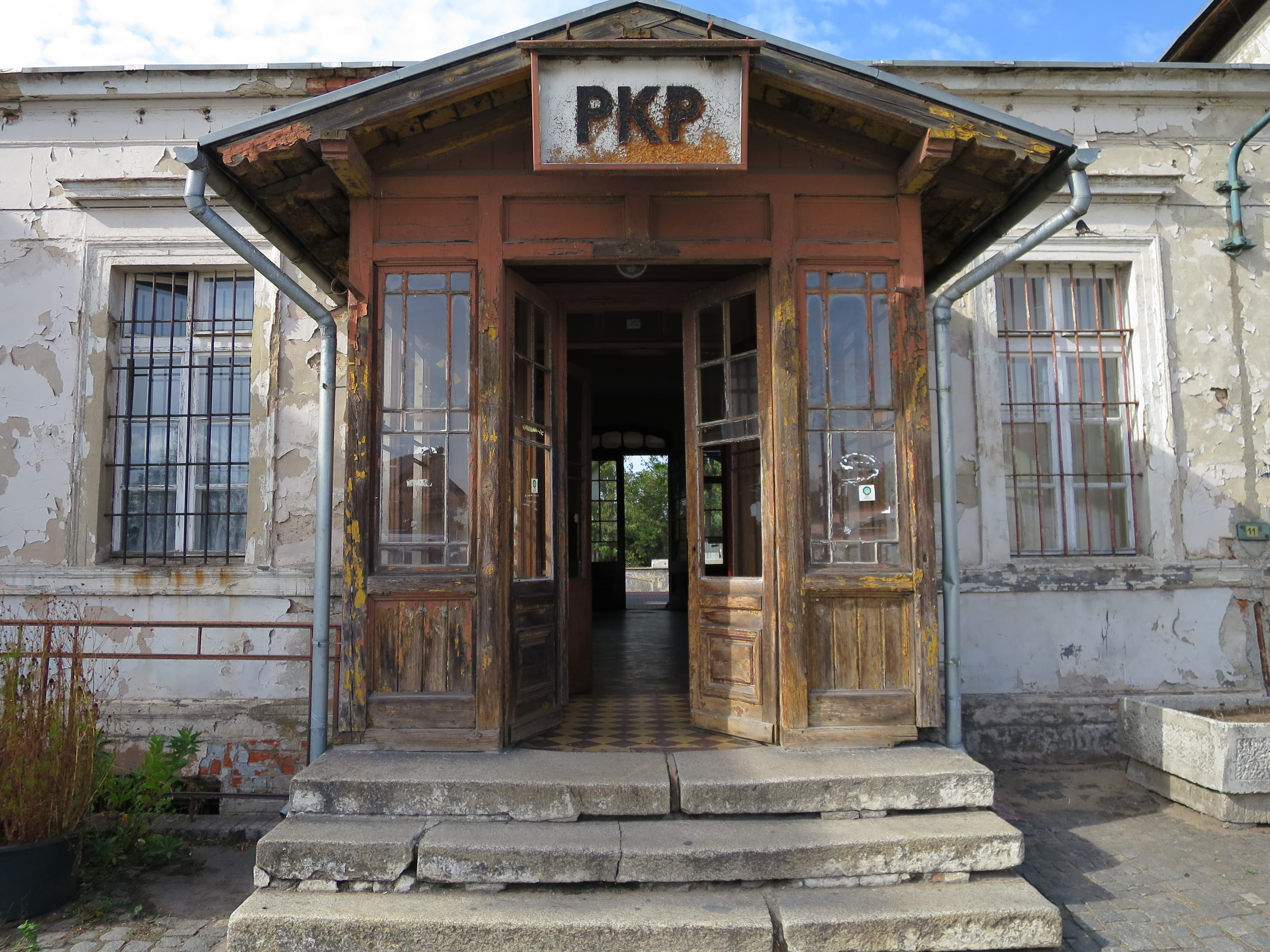
Wejście na dworzec
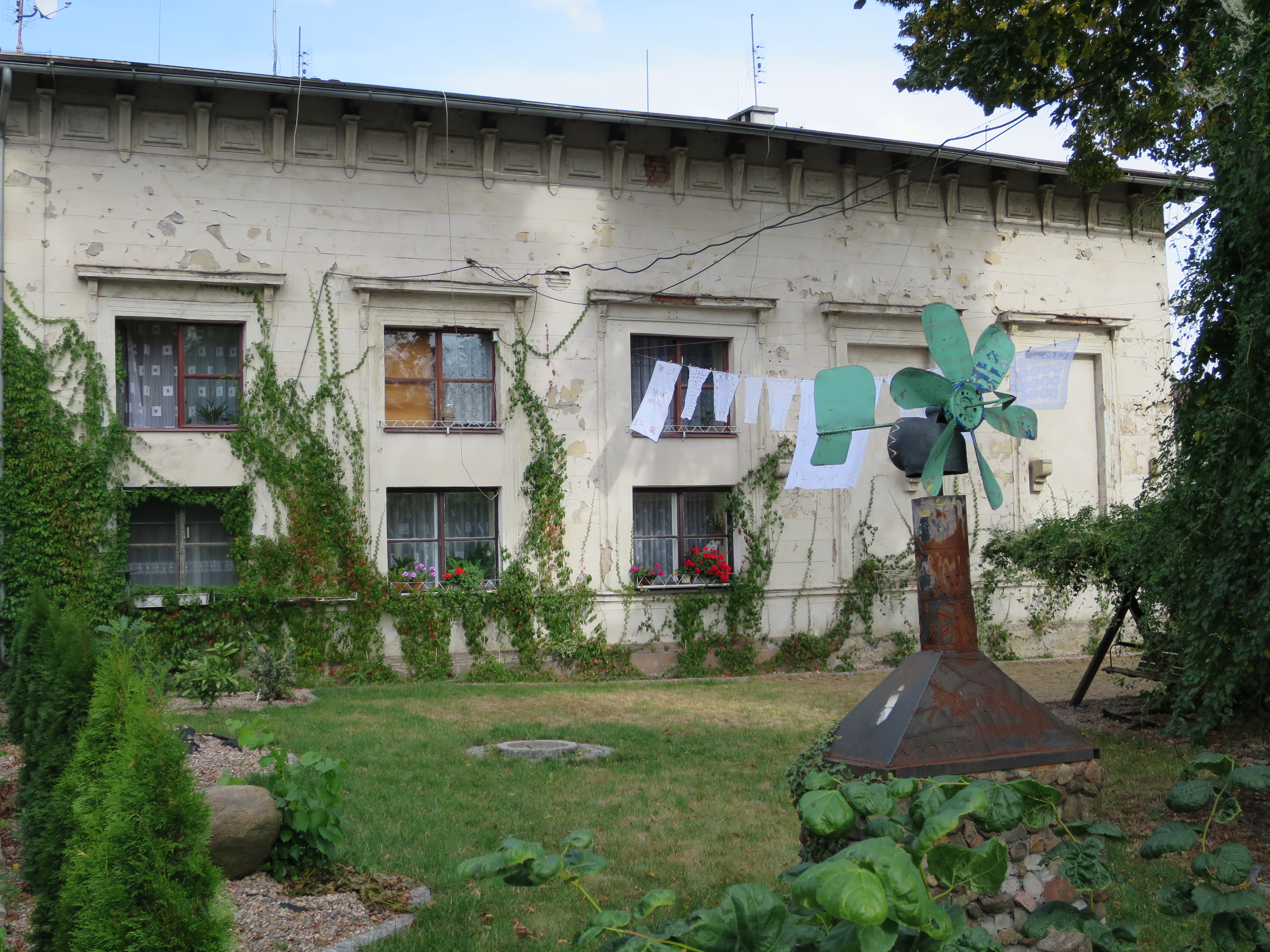
Część mieszkalna
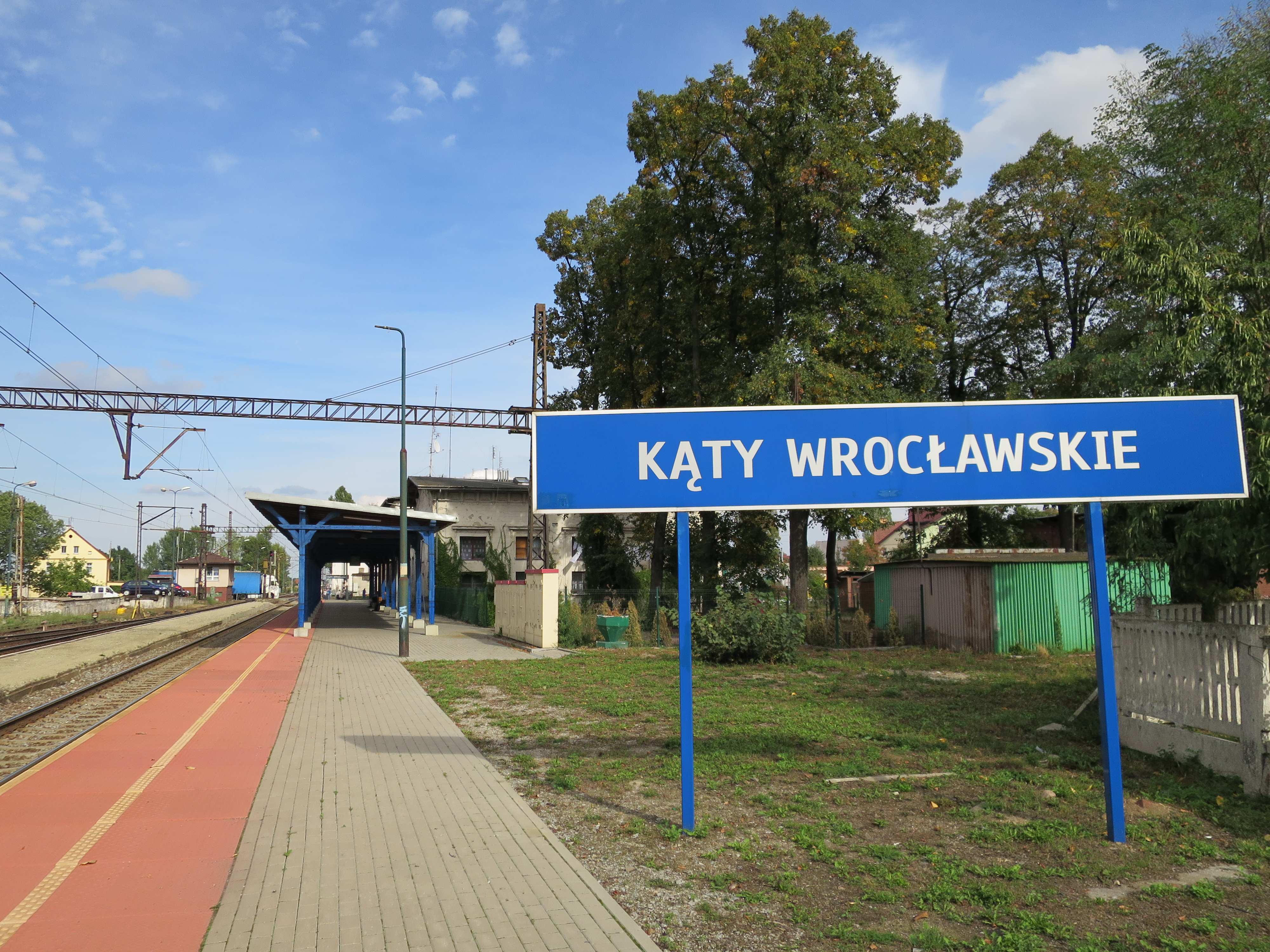
Od strony peronu